# Socialdemokratiska arbetarepartiet (Nederländerna)
Socialdemokratiska arbetarepartiet (de Sociaal Democratische Arbeiders Partij, SDAP) var ett tidigare nederländskt politiskt parti, bildat i Zwolle 1894, av avhoppare från Socialdemokratiska Förbundet. 
1909 uteslöt man David Wijnkoop och en del andra marxister, som samma år bildade Socialdemokratiska Partiet (från 1920 kallat Hollands kommunistiska parti).
SDAP gick 1946 ihop med två andra partier och bildade Arbetarepartiet.